# Rome, Maine
Rome är en kommun i Kennebec County i delstaten Maine, USA.